# Ja'ar Chadera

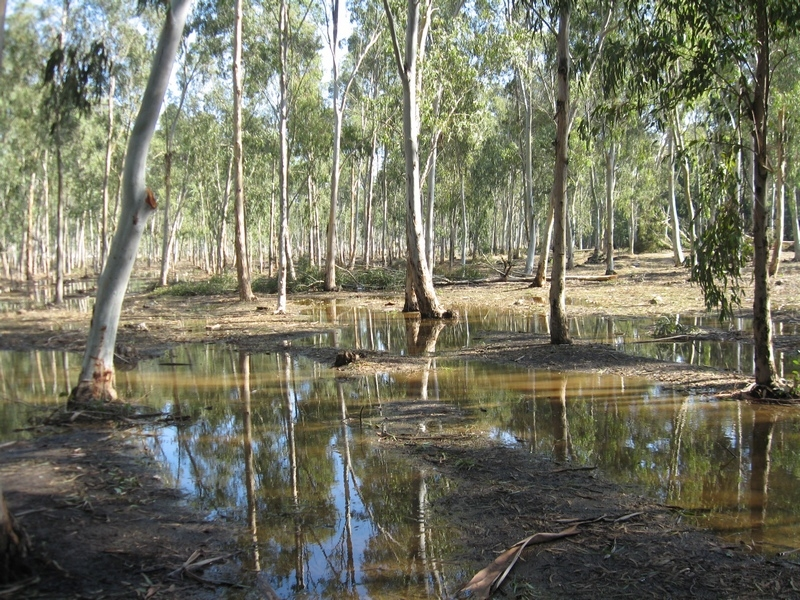
Mokřady v lese Ja'ar Chadera

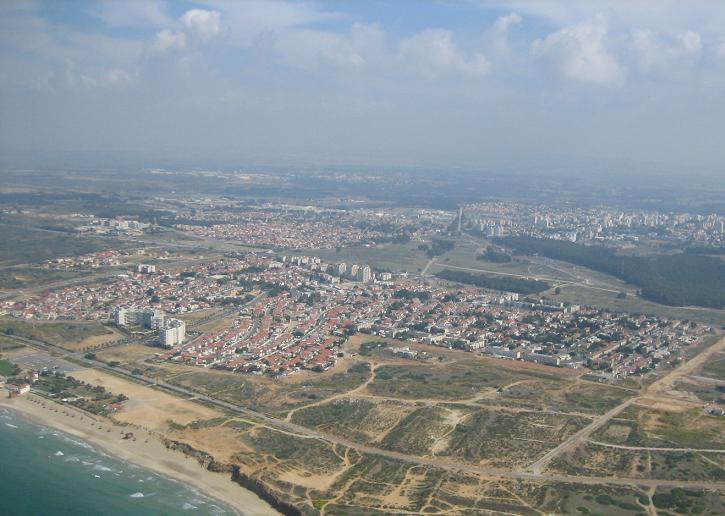
Vpravo les Ja'ar Chadera, vlevo čtvrť Chadery Giv'at Olga

Ja'ar Chadera (hebrejsky: יער חדרה, doslova Les Chadera) je lesní komplex jižně od města Chadera v Izraeli.

## Geografie
Leží v nadmořské výšce cca 10 metrů na jižním okraji Chadery, cca 2 kilometry od pobřeží Středozemního moře. Na západní straně ji ohraničuje dálnice číslo 2, za níž leží čtvrť Giv'at Olga, na severu zastavěná oblast města, na jihu pak přechází do komplexu původní krajiny, kterou pokrývá Národní park Park ha-Šaron. Podél dálnice číslo 2 vede pobřežní železniční trať, na které tu stojí železniční stanice Chadera ma'arav.

## Popis
Jde o uměle vysázený les, který během 20. století nahradil původní močály, které se tu do té doby rozkládaly. Dochovala se tu původní vegetace mokřadů a dubové porosty. Les je součástí Národního park Park ha-Šaron.